# Агирре, Натаниэль
Натаниэль Агирре (исп. Nataniel Aguirre; 10 октября 1843, Кочабамба, Боливия — 11 сентября 1888, Монтевидео, Уругвай) — боливийский юрист, дипломат, политик, писатель

 и историк. Менендес-и-Пелайо считает его роман «Хуан де ла Роса: воспоминания последнего солдата независимости» лучшим романом XIX века в испаноязычной Америке.

## Биография
Родился в Асьенде-де-Уайльяни в департаменте Кочабамба, был четвертым из пяти детей финансиста, боливийского политика Мигеля Марии де Агирре и Марии Мануэлы Гонсалес де Прада, которая умерла, когда ему было всего три года.
Он окончил среднюю школу в Сукре в 1857 году и вскоре после этого познакомился с Маргаритой де Ача, дочерью президента Хосе Марии де Ача. Агирре женился на ней 30 марта 1864 года после окончания юридической школы. В их браке родилось девять детей, один из которых, Хосе, также стал писателем и политиком.
Агирре изучал право в местном Университете Сан-Симон и уже в студенческие годы занимался журналистикой; в 1862 году он основал издание El Independiente, где писал для одной колонки.

## Политика
В том же году, когда он женился и получил юридическое образование, его назначили секретарем боливийской делегации в Лиме. Семья Гонсалеса Прада, родственники Агирре по материнской линии, познакомили его с интеллектуальными и политическими кругами Перу. В том же 1864 году он написал пьесу «Visionarios y mártires» о двух персонажах — перуанских патриотах Мануэле Убальде и Габриэле Агиларе, в 1805 году в Куско выступивших с идеей независимости своей родины.
В следующем году он вернулся в Боливию, чтобы присоединиться к силам своего тестя, свергнутого в результате военного переворота Мариано Мельгареджо. С тиранией последнего он активно боролся, участвуя в битве при Кантерии и других сражениях.
После убийства диктатора Агустина Моралеса он также участвовал в Учредительном собрании 1871 года и в дебатах между унитариями (энкабесадос) во главе с Эваристо дель Валле и федералистами Лукаса Мендосы де ла Тапиа; после некоторого колебания наиболее справедливой тенденцией Агирре нашёл либералов. Он был представителем провинции Чапаре, конституцию которой он принимал в 1872 году, членом Государственного совета при президенте Томасе Фриасе в 1872 году и префектом Кочабамбы в 1879 году. В том же году он уехал на Тихоокеанскую войну и возглавил эскадру «Vanguardia». Он руководил Конвентом 1880 года, ратифицировавшим Нарсисо Камперо как конституционного президента. На конвенте он был назначен сначала военным министром, а затем министром иностранных дел. На этом посту он заключил в 1884 году договор о перемирии с Чили, хотя сам был сторонником продолжения войны.
Его идеи об обществе были передовыми для своего времени; он отстаивал необходимость масштабной аграрной реформы и поддерживал коренное население. Ему принадлежит высказывание: «Hagamos del pobre indio un ciudadano como nosotros» (Мы сделаем бедного индийца таким же гражданином, как мы). Когда в 1885 году была основана Либеральная партия, он стал её лидером в Кочабамбе.

## Смерть
Он умер в Монтевидео, по дороге в Бразилию, куда правительство Грегорио Пачеко направило его в качестве полномочного представителя при дворе Педру II. Его останки были перевезены в Кочабамбу, где похоронены в мавзолее общественного кладбища. Его сын Хосе Агирре де Ача также стал писателем, был боливийским консулом в Нью-Йорке и министром образования, а внук Хосе Агирре Гайнсборг — троцкистским активистом рабочего движения.